# Buitenplaats Op Hodenpijl
Buitenplaats Op Hodenpijl is een voormalige buitenplaats in de Nederlandse buurtschap Hodenpijl. Het is een rijksmonument.

## Geschiedenis
De eerste keer dat er melding wordt gemaakt van Hodenpijl is in het register van Tiende Penning, een onroerend goed belasting. In 1634 komt het in bezit van de familie Van Wouw die hier een buitenplaats bouwde. De oorspronkelijke boerderij Hodenpijl werd uitgebouwd tot buitenhuis voor de weduwe van Wouw en haar dochter Sophia. Het karakter van een Buitenplaats werd benadrukt door aanleg van een boomgaard en een singel (zo blijkt uit het huurcontract uit 1690). In de 17e eeuw werd het mode om op het platteland te verpozen. In eerste instantie op een boerderij, later werden deze verbouwd tot buitenplaatsen. De boerderij werd meestal gehandhaafd, die voorzagen in de voedselvoorziening. Op deze boerderij werd vee gehouden en boter en kaas gemaakt.
De familie van Wouw verkocht de buitenplaats aan meestertimmerman Willem van de Bosch, een inwoner van Schipluiden. Dirk Jacobz Ammerlaan kocht het in 1833 op een veiling, bracht de panden zoveel mogelijk in oude staat terug en bouwde twee boterpakhuizen. Ammerlaan handelde vanaf hier in boter. Ammerlaan werd later ook burgemeester. In de opkamer van een van de woonhuizen was de raadszaal gevestigd van de voormalig zelfstandige gemeente.